# Gare de Verrey
Gare de Verrey vasútállomás Franciaországban, Verrey-sous-Salmaise településen.

## Vasútvonalak
Az állomást az alábbi vasútvonalak érintik:
- Párizs–Marseille-vasútvonal

## Kapcsolódó állomások
A vasútállomáshoz az alábbi állomások vannak a legközelebb:
- Gare de Thenissey
- Gare de Blaisy-Bas